# Vier Vieren
Vier Vieren ist der Name eines Zahlenrätsels. Dabei geht es darum, möglichst viele Zahlen darzustellen, indem man vier Vieren mit Hilfe von Rechenzeichen kombiniert. Beispielsweise kann man die Zahl 1 erhalten als {\displaystyle (4+4)/(4+4)}.
Das Rätsel existiert in verschiedenen Varianten, insbesondere wird die Schwierigkeit durch die Auswahl der erlaubten Rechenzeichen variiert. Teilweise wird die Aufgabe auch mit anderen Ziffern gestellt, oder es können mehr oder weniger als vier Ziffern verwendet werden.

## Geschichte
Ein Vorläufer des Rätsels wurde bereits 1743 in einem Schulbuch von Thomas Dilworth veröffentlicht. Dort stellte er die Aufgabe, vier Dreien so zu kombinieren, dass sich als Ergebnis 34 ergibt. Die Lösung lautet {\displaystyle 33+3/3}.
In der Form von vier Vieren ist das Rätsel erstmals 1881 schriftlich belegt. In der Zeitschrift Knowledge veröffentlichte ein unbekannter Autor – möglicherweise der Herausgeber Richard Anthony Proctor – unter dem Pseudonym Cupidus Scientiae die folgende Aufgabe: „Für manche Leser mag es ebenso neu sein wie für mich, als man mir neulich zeigte, dass alle Zahlen bis einschließlich zwanzig (und viele höhere), ausgenommen nur die Neunzehn, mit vier Vieren ausgedrückt werden können. Verwendet werden können dabei jegliche Zeichen, bei denen Zahlen notwendig sind, mit Ausnahme jene zur Erhebung in die zweite oder dritte Potenz.“
Das Rätsel wurde schnell populär, auch Varianten tauchten auf. W. W. Rouse Ball untersuchte systematisch, welche Zahlen sich mit vier gleichen Ziffern darstellen lassen. Unter Zuhilfenahme unter anderem von Subfakultäten erreichte er mit vier Vieren so alle Zahlen bis 877, während er mit vier anderen Ziffern nicht so viele Zahlen darstellen konnte.
Heutzutage wird das Rätsel gern als Auflockerung im Mathematikunterricht verwendet. Es fördert die Übung im Rechnen, trainiert kreatives und zugleich systematisches Suchen und führt auch in Beweise für Existenz und Nichtexistenz ein. Geeignet ist es für Schüler aller Schulformen ab der Klasse 5.

## Rechenzeichen
Welche Zahlen sich mit vier Vieren darstellen lassen, ist abhängig davon, welche Rechenzeichen zugelassen werden. Die erlaubten Rechenzeichen und sonstige Schreibweisen werden üblicherweise aus den folgenden gewählt:
- Grundrechenarten, Klammern
- Dezimalschreibweise (44), Dezimalkomma (4,4), Periode ({\displaystyle 4{,}{\overline {4}}})
  - Im englischen Sprachraum wird stattdessen ein Dezimalpunkt verwendet, zudem kann eine führende 0 weggelassen werden, sodass auch .4 möglich ist.
- Potenzen ({\displaystyle 4^{4}})
- Fakultät ({\displaystyle 4!})
- Quadratwurzel ({\displaystyle {\sqrt {4}}})

Daneben können auch weitere Funktionen zum Einsatz kommen. Auch wenn das Endergebnis immer eine ganze Zahl sein soll, können beliebige Werte als Zwischenergebnisse vorkommen.
{\displaystyle {\begin{aligned}1&=\log _{\frac {1}{2}}({\color {green}{\frac {1}{2}}})^{\color {green}{1}}=\log _{\color {red}{\frac {1}{2}}}({\color {green}{\log _{4}4}}^{({\color {green}{\frac {1}{2}}})^{\color {green}{1}}})=log_{\color {red}{\frac {\sqrt {4}}{4}}}(\log _{4}{\color {blue}{4^{({\frac {1}{2}})^{1}}}})=log_{\frac {\sqrt {4}}{4}}(\log _{4}{\color {blue}{\sqrt {4}}})\\2&=\log _{\frac {1}{2}}({\color {green}{\frac {1}{2}}})^{\color {green}{2}}=\log _{\color {red}{\frac {1}{2}}}({\color {green}{\log _{4}4}}^{({\color {green}{\frac {1}{2}}})^{\color {green}{2}}})=log_{\color {red}{\frac {\sqrt {4}}{4}}}(\log _{4}{\color {blue}{4^{({\frac {1}{2}})^{2}}}})=log_{\frac {\sqrt {4}}{4}}(\log _{4}{\color {blue}{\sqrt {\sqrt {4}}}})\\3&=\log _{\frac {1}{2}}({\color {green}{\frac {1}{2}}})^{\color {green}{3}}=\log _{\color {red}{\frac {1}{2}}}({\color {green}{\log _{4}4}}^{({\color {green}{\frac {1}{2}}})^{\color {green}{3}}})=log_{\color {red}{\frac {\sqrt {4}}{4}}}(\log _{4}{\color {blue}{4^{({\frac {1}{2}})^{3}}}})=log_{\frac {\sqrt {4}}{4}}(\log _{4}{\color {blue}{\sqrt {\sqrt {\sqrt {4}}}}})\\&\dots \\n&=\log _{\frac {1}{2}}({\color {green}{\frac {1}{2}}})^{\color {green}{n}}=\log _{\color {red}{\frac {1}{2}}}({\color {green}{\log _{4}4}}^{({\color {green}{\frac {1}{2}}})^{\color {green}{n}}})=log_{\color {red}{\frac {\sqrt {4}}{4}}}(\log _{4}{\color {blue}{4^{({\frac {1}{2}})^{n}}}})=log_{\frac {\sqrt {4}}{4}}(\log _{4}{\color {blue}\underbrace {\sqrt {\sqrt {\dots {\sqrt {\sqrt {4}}}}}} _{n\times }})\\\end{aligned}}}

## Beispiele
Die Zahlen von 0 bis 9 lassen sich nur unter Verwendung der Grundrechenarten folgendermaßen darstellen:
- {\displaystyle 0=4+4-4-4}
- {\displaystyle 1=(4+4)/(4+4)}
- {\displaystyle 2=4/4+4/4}
- {\displaystyle 3=(4+4+4)/4}
- {\displaystyle 4=4+(4-4)/4}
- {\displaystyle 5=(4\cdot 4+4)/4}
- {\displaystyle 6=4+(4+4)/4}
- {\displaystyle 7=4+4-4/4}
- {\displaystyle 8=4+4+4-4}
- {\displaystyle 9=4+4+4/4}

## Allgemeine Lösung
Paul Dirac fand eine allgemeine Lösung für das analoge Rätsel „Vier Zweien“, sofern die Logarithmusfunktion zugelassen ist:
{\displaystyle n=-\log _{2}\log _{2}{\sqrt[{2}]{\sqrt {\dots {\sqrt {2}}}}}}
Die Anzahl der verschachtelten Wurzeln ist dabei das Ergebnis des Ausdrucks: Durch das wiederholte Wurzelziehen ergibt sich die Zahl {\displaystyle 2^{2^{-n}}}, der erste Logarithmus reduziert dies auf den Exponenten {\displaystyle 2^{-n}}, der zweite auf {\displaystyle -n}. Ersetzt man jede 2 durch {\displaystyle {\sqrt {4}}}, ergibt sich direkt eine Lösung für „Vier Vieren“.
Eine andere allgemeine Lösung nutzt trigonometrische Funktionen: Aus der Identität {\displaystyle \tan ^{2}(x)+1=\sec ^{2}(x)} ergibt sich {\displaystyle \sec(\arctan(x))={\sqrt {x^{2}+1}}}, durch wiederholte Anwendung erhält man {\displaystyle \sec(\arctan(\ldots \sec(\arctan(x))\ldots ))={\sqrt {x^{2}+k}}}. Damit lässt sich die Zahl {\displaystyle n} (ab 5) mit einer 4 und {\displaystyle n^{2}-16} Wiederholungen von Sekans und Arkustangens darstellen. Sollen genau vier Vieren genutzt werden, so kann man die übrigen drei Vieren beispielsweise durch Addition von {\displaystyle 4\cdot (4-4)} verbrauchen.